# Un reino unido
Un reino unido (A United Kingdom en inglés) es una película de drama romántico de 2016 estrenada el 5 de mayo de 2017. Está dirigida por Amma Asante y protagonizada por David Oyelowo, Rosamund Pike, Jack Davenport, Tom Felton y Laura Carmichael.
La película está basada en el romance entre Seretse Khama, un joven estudiante africano y futuro presidente de Botsuana, y Ruth Williams, una oficinista londinense.

## Reparto
- David Oyelowo como Seretse Khama, príncipe de Botwsana.
- Rosamund Pike como Ruth Williams.
- Jack Davenport como Sir Alistair Canning.
- Laura Carmichael como Muriel Williams.
- Tom Felton como Rufus Lancaster.
- Charlotte Hope como Olivia Lancaster.
- Jessica Oyelowo como Lilly Canning.
- Nicholas Lyndhurst como George Williams.
- Arnold Oceng como Charles.
- Jack Lowden como Tony Benn.
- Terry Pheto como Naledi Khama.
- Vusi Kunene como Tshekedi Khama.
- Abena Ayivor como Ella Khama.
- Donald Molosi como Kabelo.
- Gareth Matthews como Palapye, la autoridad de la estación.
- Anastasia Hille como Dot Williams.
- Theo Landey como Nash.
- Zackary Momoh como Oluwu.
- Nicholas Rowe como Fenner Brockway.
- Billy Boyle como el reverendo James Manners.
- Conny Stadler como un misionero.
- Kevin Hand como un mánager.
- Raymond Burnet como el reverendo Patterson.
- Anton Lesser como el primer ministro Clement Attlee.
- Russell Churcher como un bailador.
- Graham Curry como un fotógrafo.
- Karl Farrer como un reportero.
- Sofia Fisher como una camarera.
- Matt Jones como un periodista.
- Solomon Taiwo Justified como un estudiante africano.
- Attila G. Kerekes como un universitario de Oxford.
- Letsomo La Tshipa como el jefe del pueblo.
- Wesley Lloyd como un viajero.
- Merveille Lukeba como Joe Appiah.
- João Magalhães como un miembro del parlamento.
- Joseph Makwinja como Morgan.
- Tapologo Manche como una mujer en Rondavel.
- Sophie Matlapeng como Lesedi.
- Martyn Mayger como un caballero inglés.
- Justice Moilwa como una joven en Kgotla.
- John Mazabathi Mokandla como un aldeano de Naledi.
- Ookeditse Mosenki como Lesetse.
- Angelo Napolitano como la bebé Jacqueline Khama.
- James Northcote como Roberts.
- Gino Picciano como un miembro del parlamento.
- Dean Roberts como un matón.
- Lilly Roberts como una asistente.
- Tom Rodgers como un boxeador oxoniense.
- Samuel Rush como un estudiante de Oxford.
- Motsheresanyi Sefanyetso como Dr. Moikangao.
- Atul Sharma como un azafata.
- Amanda Smith como una miembro del parlamento.
- Kgomotso Delia Tshwenyego como una matrona.
- Charlotte Worwood como una azafata
- Oliver Zac Barker.
- Begona F. Martin como una estudiante.
- Andrew G. Ogleby como un luchador libre.
- Janette Sharpe como una miembro del parlamento.

## Recepción
Nando Salvó, de El Periódico, la ha puntuado de dos estrellas sobre cinco, y ha comentado lo siguiente: Aunque valiosa entendida como lección de Historia, es una película paralizada por su propio tacto (...) Al final, su historia no llega a convencernos de por qué debe ser contada. (...).
Carlos Boyero, del periódico El País, ha comentado lo siguiente: Asante es sumamente correcta narrando este problemático amor y sus derivaciones pero no existe nada en su película que te sorprenda o alborote tus fibras sensibles.